# Noc a den
Noc & den (2003) je druhé a poslední album folkrockové kapely Otcovy děti. Skupina ho vydala ve velmi malém nákladu v roce 1993, oficiálně vyšlo až deset let poté u Sisyfos Records obohaceno dvěma písničkami původně z desky kapely Znouzectnost a jejich přátel ZNC uvádí své hosty na vlnách radia BLA BLA PLUS. Krátce po nahrání alba skupina ukončila svoji činnost.
Kapelník Jarda Svoboda i po letech hodnotí toto album jako své nejlepší.
Píseň Nezdárný syn přešla do repertoáru Svobodovy pozdější kapely Traband (vyšla znovu na albech O čem mluví muži a 10 let na cestě).

## Seznam písní
1. Kouřové signály
2. Anděli!
3. Taneček
4. Svatební
5. Rozpočítadlo
6. Zpráva o zkáze Sodomy a Gomory
7. Já jsem s tebou
8. Noc a den
9. Kam se vejdem
10. Divý muž
11. Zavěšen
12. Nezdárný syn
13. Kameny
14. Pral se Jákob s andělem
15. Ukolébavka
16. Mamince (bonus)
17. Tatínkovi (bonus)

## Obsazení

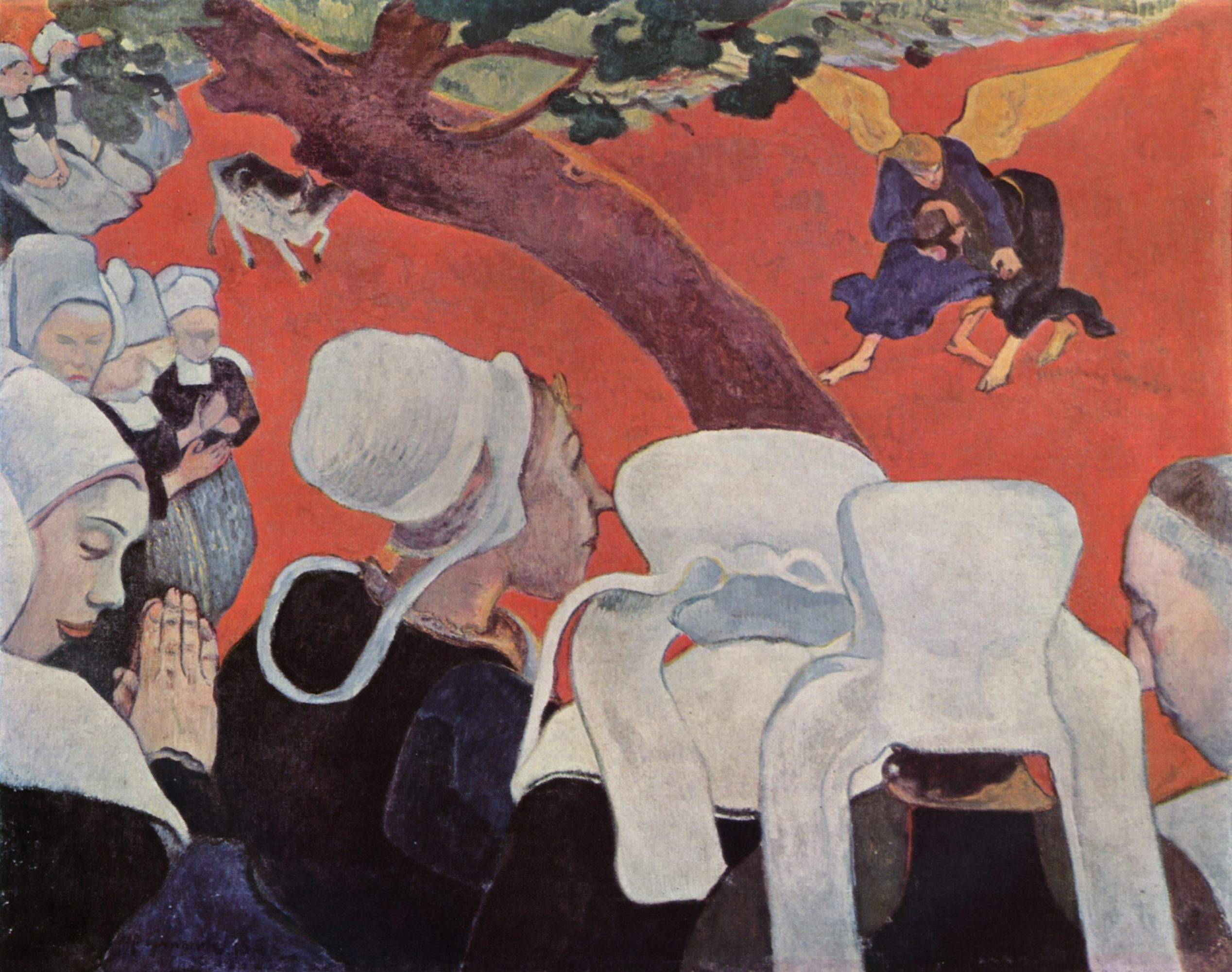
Paul Gauguin Vidění po kázání: Jakub zápasí s andělem (1888). Na obalu alba Noc a den je použit výřez postav Jákoba a anděla vpravo nahoře.

### Členové kapely
- Jarda Svoboda – zpěv, kytary, mandolína, foukací harmonika, texty, hudba, obal (s použitím výřezu obrazu Paula Gauguina Vidění po kázání: Jakub zápasí s andělem)
- Jakub Sejkora – housle, akordeon, mandolína (8), zpěv
- Šimon Konečný – baskytara (1-8, 16, 17), sbory
- Petr Vizina – bicí (1-8, 16, 17), sbory

## Hosté
- Luděk Krčmář – bicí (9-15)
- David Krofta – klarinet
- Michala Nováčků – flétny
- Přemysl Haas – tamburína, tleskání, sbory